# Tirà emplomallat
El tirà emplomallat (Knipolegus lophotes) és una espècie d'ocell de la família de les tirànids.
La hi troba al Brasil, el Paraguai i l'Uruguai. El seu hàbitat natural està en les sabanes seques i pasturatges.